# Катрин Аллегре
Катрин Аллегре (фр. Catherine Allégret; 16 апреля 1946 , Париж) — французская актриса
 театра, кино и ТВ.

## Биография
Родилась в семье актрисы Симоны Синьоре и режиссёра Ива Аллегре. После развода родителей была удочерена в 1987 году Ивом Монтаном.
Дебютировала, как театральная актриса, в кино впервые появилась в 1965 году.
В 1969 году вышла замуж за актёра Жан-Пьера Кастальди. У них родится сын Бенджамин (1970 г.р.), будущий телеведущий. После развода она снова вышла замуж за Мориса Водо, от которого у неё родилась дочь Клементина, родившаяся в 1984 году.
Снималась в кино. Сыграла в 78 фильмах.

## Избранная фильмография
- 1964 : L’Enfer
- 1965 : Леди Л.
- 1965 : Убийца в спальном вагоне
- 1966 : Carré de dames pour un
- 1967 : À tout casser
- 1969 : Время жить
- 1969 : Tout peut arriver
- 1970 : Élise ou la vraie vie
- 1970 : Le Champignon
- 1971 : Smic, Smac, Smoc
- 1971 : Papa les p’tits bateaux
- 1971 : Это случается только с другими
- 1972 : Sex-shop
- 1972 : Les Volets clos
- 1972 : Приключение — это приключение
- 1972 : Beau Masque
- 1972 : Последнее танго в Париже
- 1973 : Сгоревшие фермы
- 1974 : Le Hasard et la Violence
- 1974 : Paul et Michelle
- 1974 : Венсан, Франсуа, Поль и другие
- 1975 : Mords pas, on t’aime
- 1976 : Не упускай из виду
- 1976 : Lieb Vaterland magst ruhig sein
- 1979 : Свет женщины
- 1981 : Chanel solitaire
- 1981 : Une robe noire pour un tueur
- 1982 : Le Braconnier de Dieu
- 1982 : Josepha
- 1985 : Urgence
- 1989 : L’Orchestre rouge
- 1989—2007: Комиссар Наварро (телесериал)
- 1990 : Мистер Фрост
- 2004 : Mariages !
- 2006 : La Môme
- 2009 : L’Enfer
- 2010 : Облава
- 2010 : Fatal
- 2022 : Overdose